# Eladio Rojas
Eladio Alberto Rojas Diaz (Tierra Amarilla, 8 de novembro de 1934 - Maitencillo, 13 de janeiro de 1991) foi um futebolista chileno. Ele competiu na Copa de 1962, sediada no Chile.
Em clubes, jogou por Everton, River Plate e Colo-Colo. Um acidente automobilístico encerrou sua carreira em 1968, na segunda passagem dele pelo Everton.
Faleceu em 1991, aos 56 anos, e 2 anos depois, foi homenageado pelos Correios do Chile num selo.